# LMG-610
A LMG-610 é uma rodovia mineira de ligação e liga as cidades de Pedra Azul, Divisópolis e Mata Verde. A rodovia dá acesso aos distritos pedrazulenses de Gissaras e Araçagi, além da mina de grafite explorada atualmente pela empresa Nacional de Grafite. O trecho atualmente não se encontra pavimentado..

## Nomenclatura
A Lei nº 19.707/2011 tem como finalidade dar a denominação de Pedro Dias do Nascimento à Rodovia LMG-610, que liga o Município de Pedra Azul ao Município de Mata Verde .
Natural do Município de Encruzilhada, Estado da Bahia, o homenageado foi condutor de boiada da região dos Municípios de Pedra Azul e Montes Claros, fazendeiro e fabricante de cachaça .
Líder comunitário na comunidade de Córrego da Saudade, não media esforços para resolver os diversos problemas de seus moradores, especialmente o conserto e a abertura de vias de acesso na região . Por ter sido tropeiro, sabia da importância das estradas e, por meio de mutirão, reabriu a estrada da fazenda Saudade até a fazenda Lua Nova, numa extensão de 10km . foi o mentor do projeto de abertura da estrada que liga o Povoado de Araçaji ao Povoado de Pombos, por onde atualmente passa a LMG-610, rodovia que liga os Municípios de Pedra Azul e Mata Verde.